# Нижній Баскунчак
Нижній Баскунчак (рос. Нижний Баскунчак) — робітниче селище в Ахтубінському районі Астраханської області Російської Федерації.
Населення становить 2533 особи (2017). Входить до складу муніципального утворення Нижньобаскунчацьке міське поселення.

## Історія
Населений пункт розташований на території українського етнічного та культурного краю Жовтий Клин. Від 1975 року належить до Ахтубінського району.
Згідно із законом від 6 серпня 2004 року органом місцевого самоврядування є Нижньобаскунчацьке міське поселення.

## Населення
| 1959  | 1970  | 1979  | 1989  | 2002  | 2009  | 2010  |
| ----- | ----- | ----- | ----- | ----- | ----- | ----- |
| 4774  | ↘3477 | ↗3768 | ↘3360 | ↘3167 | ↘2892 | ↘2789 |
| 2012  | 2013  | 2014  | 2015  | 2016  | 2017  |       |
| ↘2739 | ↘2691 | ↘2644 | ↘2601 | ↘2575 | ↘2533 |       |